# Championnats de France de triathlon cross 2023
Navigation
2022 2024
Les championnats de France de triathlon cross 2023, ont lieu à Veynes dans l'Arrondissement de Gap (Hautes-Alpes) le 9 juillet 2023.

## Résultats
Les tableaux présentent le podium du classement général. La course s'est déroulée sur une seule épreuve mixte,.
| Place              | Triathlète      | Temps           |
| ------------------ | --------------- | --------------- |
| Médaille d'or      | Théo Dupras     | 1 h 48 min 10 s |
| Médaille d'argent  | Anthony Pujades | 1 h 52 min 9 s  |
| Médaille de bronze | Jules Dumas     | 1 h 53 min 44 s |

| Place              | Triathlète       | Temps           |
| ------------------ | ---------------- | --------------- |
| Médaille d'or      | Ségolène Lebéron | 2 h 15 min 21 s |
| Médaille d'argent  | Solène Marnoni   | 2 h 19 min 23 s |
| Médaille de bronze | Romane Cizeron   | 2 h 20 min 22 s |